# Sitno (gmina)
Sitno (do 1954 gmina Nowa Osada) – gmina wiejska w województwie lubelskim, w powiecie zamojskim. W latach 1975–1998 gmina położona była w województwie zamojskim.
Siedziba gminy to Sitno.
Według danych z 30 czerwca 2004 gminę zamieszkiwało 6775 osób. Natomiast według danych z 31 grudnia 2019 roku gminę zamieszkiwało 6708 osób.
9 grudnia 1973 część wsi Wólka Infułacka włączono do Zamościa.

## Struktura powierzchni
Według danych z roku 2002 gmina Sitno ma obszar 112,07 km², w tym:
- użytki rolne: 83%
- użytki leśne: 11%

Gmina stanowi 5,99% powierzchni powiatu.

## Warunki naturalne
Gmina położona jest głównie w obrębie Padołu Zamojskiego. Dominują gleby bielicowe wytworzone z lessów zaś w północnej części – rędziny kredowe, w dolinach cieków wodnych występują gleby bagienne i mułowo – bagienne Brak jest większych skupisk leśnych. Nieliczne znajdują się w północnej części gminy w okolicach wsi Rozdoły, oraz wsi Karp. Głównym ciekiem wodnym jest Czarny Potok. Nieco inny charakter ma północna część gminy położona w obrębie Działów Grabowieckich. Tereny te wchodzą w skład Skierbieszowskiego Parku Krajobrazowego.

## Kultura i sport
Główną instytucją zajmującą się upowszechnianiem kultury jest Dom Kultury w Sitnie. Funkcje te pełni również Biblioteka Publiczna w Sitnie wraz ze swymi filiami. Na terenie gminy działają min. Zespół Tańca Nowoczesnego "ONTIS", Ludowy Zespół Śpiewaczy "Sitno", Chór pieśni partyzanckiej i żołnierskiej "Wiarus", Gminny Klub Sportowy "POTOK" z siedzibą w Sitnie, Uczniowskie Kluby Sportowe działające przy Szkołach Podstawowych i Gimnazjach.

## Edukacja i szkolnictwo
Obecnie funkcjonują Gimnazja w Jarosławcu i Sitnie, szkoły podstawowe w Cześnikach, Horyszowie Polskim, Jarosławcu, Kolonii Sitno, Kornelówce oraz Sitnie. Specyfiką Szkół Podstawowych na terenie Gminy jest fakt prowadzenia większości z nich przez Stowarzyszenie Rozwoju i Promocji Gminy Sitno a nie samą Gminę.

## Demografia

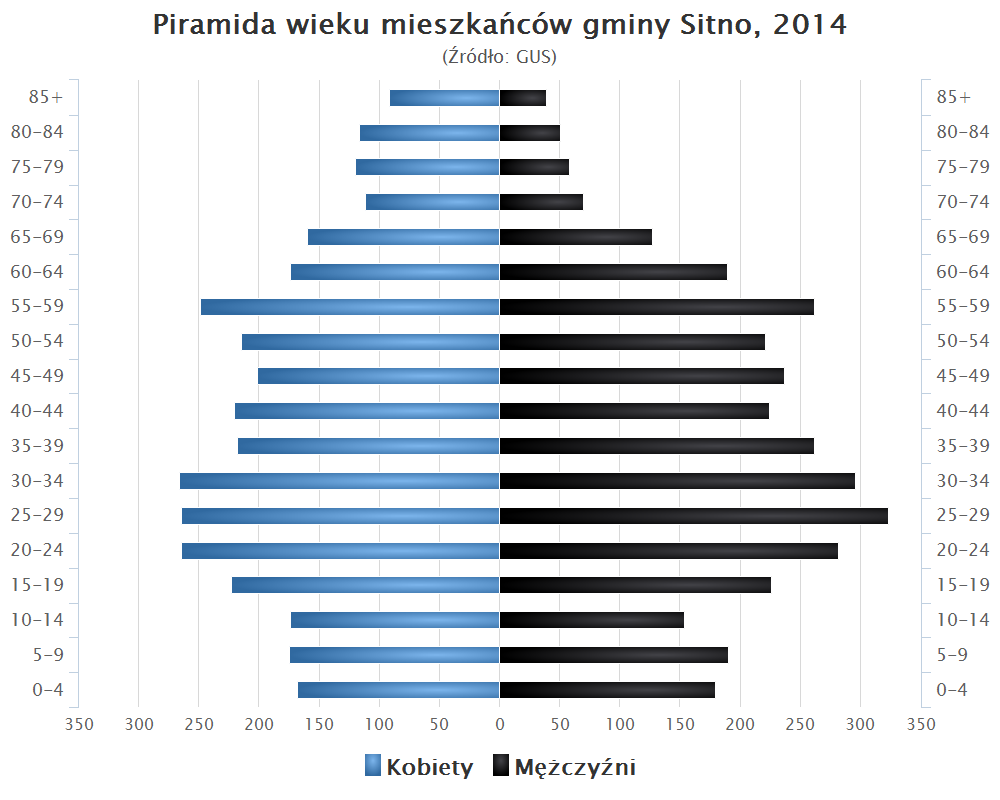
Piramida wieku mieszkańców gminy Sitno w 2014 roku

Dane z 30 czerwca 2004:
| Opis                              | Ogółem | Ogółem | Kobiety | Kobiety | Mężczyźni | Mężczyźni |
| --------------------------------- | ------ | ------ | ------- | ------- | --------- | --------- |
| jednostka                         | osób   | %      | osób    | %       | osób      | %         |
| populacja                         | 6775   | 100    | 3415    | 50,4    | 3360      | 49,6      |
| gęstość zaludnienia (mieszk./km²) | 60,5   | 60,5   | 30,5    | 30,5    | 30        | 30        |

| Powierzchnia i ludność gminy Sitno stan z dnia 30 czerwca 2007. | Powierzchnia i ludność gminy Sitno stan z dnia 30 czerwca 2007. | Powierzchnia i ludność gminy Sitno stan z dnia 30 czerwca 2007. |
| Miejscowość                                                     | Liczba ludności                                                 | Powierzchnia (ha)                                               |
| --------------------------------------------------------------- | --------------------------------------------------------------- | --------------------------------------------------------------- |
| Boży Dar                                                        | 299                                                             | 455,62                                                          |
| Cześniki                                                        | 492                                                             | 911,11                                                          |
| Cześniki Kolonia                                                | 305                                                             | 649,58                                                          |
| Czołki                                                          | 395                                                             | 602,02                                                          |
| Horyszów Polski                                                 | 510                                                             | 1495,84                                                         |
| Horyszów – Nowa Kolonia                                         | 173                                                             | 313,35                                                          |
| Horyszów – Stara Kolonia                                        | 158                                                             | 357,14                                                          |
| Janówka                                                         | 156                                                             | 239,88                                                          |
| Jarosławiec                                                     | 1511                                                            | 1074,20                                                         |
| Karp                                                            | 161                                                             | 190,13                                                          |
| Kolonia Kornelówka                                              | 27                                                              | 164,69                                                          |
| Kolonia Sitno                                                   | 460                                                             | b.d.                                                            |
| Kornelówka                                                      | 424                                                             | 729,11                                                          |
| Rozdoły                                                         | 283                                                             | 612,09                                                          |
| Sitno                                                           | 706                                                             | b.d.                                                            |
| Stabrów                                                         | 712                                                             | 962,80                                                          |
| Stanisławka                                                     | 210                                                             | 356,05                                                          |
| Wólka Horyszowska                                               | 92                                                              | 209,75                                                          |

## Sołectwa
Boży Dar, Cześniki, Cześniki-Kolonia, Cześniki-Kolonia Górna, Czołki, Horyszów-Nowa Kolonia, Horyszów Polski, Horyszów-Stara Kolonia, Janówka, Jarosławiec, Jarosławiec Górny, Jarosławiec Dolny, Karp, Kolonia Sitno, Kornelówka-Kolonia, Kornelówka, Rozdoły, Sitno, Stabrów, Stanisławka, Wólka Horyszowska

## Sąsiednie gminy
Grabowiec, Komarów-Osada, Łabunie, Miączyn, Skierbieszów, Zamość, Zamość (miasto)